# Małgorzata Stroka
Małgorzata Agata Stroka (ur. 12 września 1980) – polska szpadzistka, mistrzyni Europy w drużynie.
W 2009 roku na Mistrzostwach Europy w Płowdiwie zdobyła drużynowo srebrny medal w szpadzie. Rok później, wraz z drużyną, zdobyła złoty medal, pokonując w finale Włoszki 35:30. Występuje w klubie AZS AWF Warszawa.
W 2011 została odznaczona Złotym Krzyżem Zasługi.